# Europsko prvenstvo u vaterpolu – Beč 1974.
Vaterpolsko EP 1974. trinaesto je izdanje ovog natjecanja. Održano je u Beču u Austriji od 18. do 25. kolovoza.

## Konačni poredak
| Mj. | Država      |
| --- | ----------- |
| 1.  | Mađarska    |
| 2.  | SSSR        |
| 3.  | Jugoslavija |
| 4.  | Nizozemska  |
| 5.  | Italija     |
| 6.  | Rumunjska   |
| 7.  | Španjolska  |
| 8.  | Njemačka    |

| Pobjednici             |
| ---------------------- |
| Mađarska Deveti naslov |